# Midnight Mover
«Midnight Mover» es una canción de la banda alemana de heavy metal Accept, publicada como sencillo del álbum Metal Heart en 1985 por RCA Records para el mercado europeo y por el sello Portrait para los Estados Unidos. En gran parte de los mercados se puso a la venta en formato vinilo de 7", que incluyó a «Wrong is Right» como lado B. No obstante, en algunos países también se vendió como EP, que además incluyó «Balls to the Wall» y una versión en vivo de «London Leatherboys».
Al igual que todas las canciones del disco, «Midnight Mover» fue escrita por la banda en compañía de su mánager Gaby Hauke, aunque ella se acreditó bajo su seudónimo, Deaffy. Por su parte, de acuerdo con Wolf Hoffmann su letra trata sobre un narcotraficante.

## Vídeo musical
Buena parte de su popularidad durante los años 1980 se debió principalmente por su característico videoclip, que empleó la técnica del bullet time. Ante su llamativo vídeo Hoffmann comentó: «Se grabó en los Silver Cup Studios de Nueva York. El director tuvo la idea de hacer un círculo de cámaras y grabar todo el rollo al mismo tiempo y luego editarlo conjuntamente fotograma a fotograma para darle el efecto de giro. Estuvimos allí durante todo el día y pasamos la mayor parte esperando que el equipo consiguiera las diferentes posiciones». Por último, Hoffmann recordó que su resultado final a veces provocaba que la gente sufriera mareos.

## Lista de canciones
Todas las canciones escritas por Accept y Deaffy.

| Vinilo de 7" |                  |          |  |
| N.º          | Título           | Duración |  |
| 1.           | «Midnight Mover» | 3:05     |  |
| 2.           | «Wrong is Right» | 3:09     |  |

| Extended Play |                                                                                        |          |  |
| N.º           | Título                                                                                 | Duración |  |
| 1.            | «Midnight Mover»                                                                       | 3:05     |  |
| 2.            | «Balls to the Wall»                                                                    | 5:38     |  |
| 3.            | «London Leatherboys» (en vivo, grabado el 18 de agosto de 1984 en el Monsters of Rock) | 3:55     |  |
| 4.            | «Wrong is Right»                                                                       | 3:09     |  |

## Músicos
- Udo Dirkschneider: voz
- Wolf Hoffmann: guitarra eléctrica
- Jörg Fischer: guitarra eléctrica
- Peter Baltes: bajo y coros
- Stefan Kaufmann: batería